# General Arenales (kommunhuvudort i Argentina)
General Arenales är en kommunhuvudort i Argentina.   Den ligger i provinsen Buenos Aires, i den centrala delen av landet, 270 km väster om huvudstaden Buenos Aires. General Arenales ligger 90 meter över havet och antalet invånare är 4 321.
Terrängen runt General Arenales är mycket platt. Runt General Arenales är det glesbefolkat, med 10 invånare per kvadratkilometer.. Det finns inga andra samhällen i närheten.
Trakten runt General Arenales består till största delen av jordbruksmark.